# Граха-де-Іньєста
Граха-де-Іньєста (ісп. Graja de Iniesta) — муніципалітет в Іспанії, у складі автономної спільноти Кастилія-Ла-Манча, у провінції Куенка. Населення — 461 особа (2010).
Муніципалітет розташований на відстані близько 200 км на південний схід від Мадрида, 75 км на південний схід від Куенки.

## Демографія
Динаміка населення (INE ):